# Ranger
Ranger es un término militar de origen anglosajón que define a un soldado especializado en la vigilancia, cuidado y labor policial de un territorio específico. Originalmente se especializaban en el seguimiento y captura de individuos o grupos que de por sí no constituyen ejércitos regulares, pero que tienen cierta estructura militar, y generalmente actúan en territorios lejanos frecuentemente aislados. Por estas  características, suelen ser individuos aventureros, voluntarios y nativos de la propia zona, que originalmente se dedicaban a labores de cacería y exploración, por lo que en países no anglosajones se les conocen también por zapadores , cazadores o matadores.
- Datos: Q47496595